# Depressão tropical Um (1993)
A Depressão Tropical Um foi um ciclone tropical fraco que atingiu Cuba e as Bahamas em maio e junho de 1993. Formou-se no oeste do Mar do Caribe em 31 de maio e produziu fortes chuvas ao longo de seu caminho. Em Cuba, a precipitação chegou a 12,4 polegadas (31,5 cm), que causou inundações generalizadas e danos em nove províncias. Mais de 16 500 casas foram danificadas e outras 1 860 foram destruídas. Pelo menos sete pessoas morreram no país. No vizinho Haiti, as inundações mataram treze pessoas, bem como milhares de gado. A chuva também foi relatada no sul da Flórida, o que facilitou as condições de seca. A depressão acabou cruzando as Bahamas e se tornou extratropical.

## História meteorológica
As origens da depressão tropical foram de uma onda tropical que saiu da costa da África em 13 de maio. Atravessou o Oceano Atlântico e o Mar do Caribe, alcançando uma posição a leste da Península de Iucatã em 25 de maio. O sistema interagiu com uma circulação do tipo monção sobre a América Central, e uma ampla circulação de baixo nível se desenvolveu perto de Cozumel, no México. A pressão atmosférica na região caiu gradualmente à medida que o sistema se organizava e, em 31 de maio, o Centro Nacional de Furacões a classificou como Depressão Tropical Um perto da Ilha da Juventude. No momento da atualização, a circulação estava localizada no lado noroeste da convecção devido ao cisalhamento do vento. Ao longo de sua duração, a depressão manteve uma trajetória nordeste, devido à aproximação de um cavado de ondas curtas ao seu norte. No final de 31 de maio, o centro mal organizado cruzou o oeste de Cuba, acompanhado de fortes chuvas, mas ventos fracos. No momento em que a circulação atingiu o Estreito da Flórida, foi exposta e removida da convecção, embora fosse antecipada uma ligeira intensificação. A depressão acelerou para nordeste através das Bahamas, passando perto de Nassau. Com base nas observações dos caçadores de furacões, manteve ventos mais fortes em rajadas longe do centro, e a pressão se aprofundou para 999 mbar (hPa; 29,5 inHg). Em 2 de junho, os voos de reconhecimento no sistema tiveram dificuldade em discernir uma circulação. Mais tarde naquele dia, o Centro Nacional de Furacões descontinuou os avisos, pois a depressão havia se tornado extratropical. Ela se fortaleceu ligeiramente para atingir ventos fortes como uma tempestade extratropical e persistiu até o início de 3 de junho.

## Preparativos e impacto

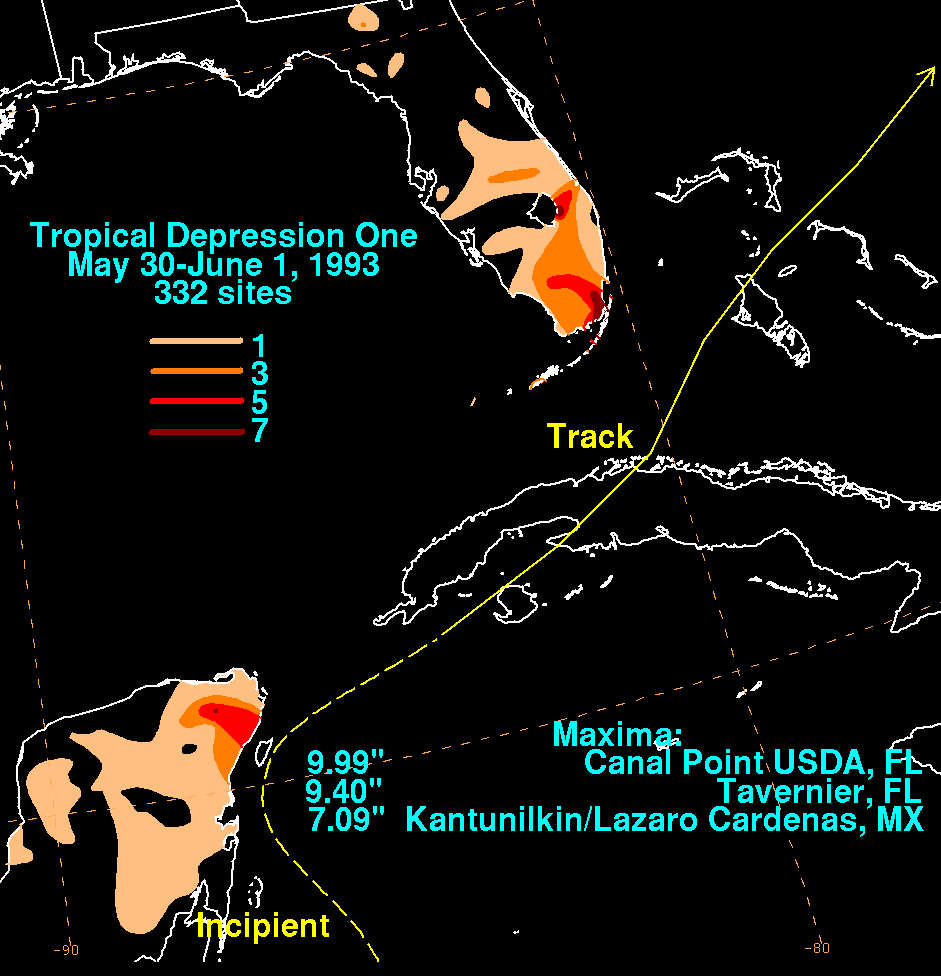
Chuvas da Depressão Tropical 1 no México e na Flórida

Em sua primeira assessoria sobre a depressão, o Centro Nacional de Furacões enfatizou a ameaça de fortes chuvas na Jamaica, Cuba, Haiti, sul da Flórida e Bahamas. A agência também aconselhou pequenas embarcações em Cuba e nas Ilhas Cayman a permanecerem no porto. A depressão foi a primeira ameaça de ciclone tropical ao sul da Flórida desde o furacão Andrew nove meses antes, embora as autoridades tenham notado que os ventos da depressão não eram motivo de preocupação.
O precursor do distúrbio trouxe chuvas localmente fortes para a Península de Yucatán, com um máximo de 7,09 polegadas (18 cm) em Lázaro Cárdenas, Quintana Roo. A depressão produziu intensa precipitação no centro e leste de Cuba, chegando a 12,4 polegadas (31,5 cm) em Topes de Collantes. Em Victoria de Las Tunas, uma pluviosidade total de 8.6 polegadas (21,8 cm) estabeleceu o novo recorde de maior precipitação em 24 horas. As chuvas causaram inundações de rios e lagos atrás de barragens e, em alguns lugares, os moradores precisaram ser resgatados dos telhados de suas casas. Autoridades forçaram a evacuação de 40 000 pessoas em várias províncias, e em todo o país, a tempestade destruiu 1 860 casas e danificou 16 500 mais. As inundações bloquearam estradas montanhosas na província de Santiago de Cuba e na província de Las Tunas as linhas ferroviárias foram danificadas. Danos generalizados nas plantações ocorreram apenas dois meses depois que a Tempestade do Século deixou danos pesados semelhantes. A inundação danificou 87 centros de produção de açúcar. A depressão matou sete pessoas no país e outras cinco estão desaparecidas, conforme relatado por um jornal no dia seguinte à saída da depressão da ilha. Depois que a tempestade passou, o governo cubano acionou a Defesa Civil, enquanto os Serviços Nacionais de Socorro trabalhavam para resgatar todas as pessoas afetadas pelas inundações. Em outros lugares ao longo de seu caminho, chuvas fortes foram relatadas na Jamaica, Hispaniola e no sul da Flórida. No Haiti, as chuvas causaram 13 mortes e deixou milhares de animais mortos. Na Flórida, a precipitação atingiu o pico de 9,99 polegadas (25,4 cm) em Canal Point perto do Lago Okeechobee. Outro total alto foi de 9,4 polegadas (23,9 cm) em Tavernier, e a precipitação como um todo aliviou as condições de seca.